# Jules Massenet
Jules Émile Frédéric Massenet (n. 12 mai 1842, Montaud⁠(d), Loire, Franța – d. 13 august 1912, Paris, Franța) a fost un compozitor francez de operă. Reprezentant al romantismului târziu, Massenet s-a bucurat de un succes semnificativ în timpul vieții; totuși, cu excepția operei „Manon” (1884), muzica sa a fost uitată pentru mult timp după moartea sa. O parte din creațiile lui Massenet au fost reluate începând cu anii 1970.

## Caracteristicile muzicii lui Massenet
Stilul pasional al melodramei este tratat muzical în primul rând prin romanță, lumea personajelor lui Massenet amintind de realismul din literatură. Ariile de bravură (specifice operei comice franceze) alternează cu elemente muzicale parnasiene. Jules Massenet, autorul operei lirice de tip dramatic, este captivat de romanul „Suferințele tânărului Werther” (Goethe) și o adaptează sub forma unei drame lirice, cunoscută sub numele de opera „Werther” (1892).

## Lucrări
Mai jos sunt notate titlurile lucrărilor scrise de Massenet, în dreptul fiecăreia fiind marcate data și locul primei reprezentații (în discuție sunt exclusiv creații muzicale pentru scenă).
- La grand' Tante, 1867
- Don Cézar de Bazan, 1872 Paris
- Marie-Magdeleine, 1873 Paris
- Le rois de Lahore, 1877 Paris
- Hérodiade, 1881 Bruxelles
- Manon, 1884 Paris
- Cidul (Le Cid), 1885 Paris
- Esclarmonde, 1889 Paris
- Le mage, 1891 Paris
- Werther, 1892 Viena
- Thaïs, 1894 Paris
- Le portrait de Manon, 1894 Paris
- La Navarraise, 1894 Londra
- Sapho, 1897 Paris
- Cendrillon, 1899 Paris
- Grisélidis, 1901 Paris

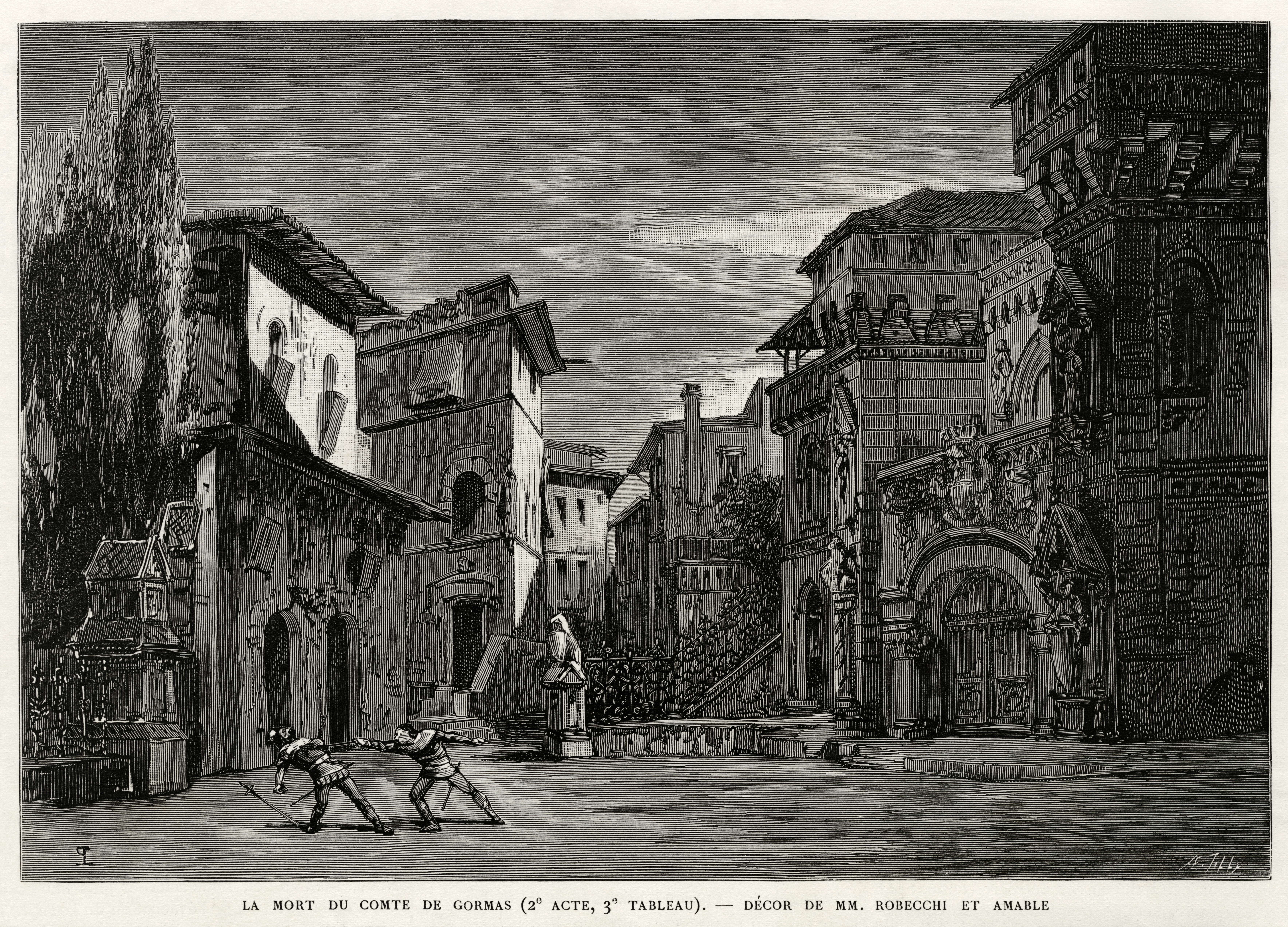
Cidul - actul 3, scena 3

- Le jongleur de Nôtre-Dame, 1902 Monte Carlo
- Chérubin, 1905 Monte Carlo
- Ariane, 1906 Paris
- Thérèse, 1907 Monte Carlo
- Bacchus, 1909 Paris
- Don Quichotte, 1910 Monte Carlo
- Roma, 1912 Monte Carlo
- Amadis, 1912 Monte Carlo
- Panurge, 1913 Paris
- Cléopâtre, 1914 Monte Carlo